# Novembre 1914 (guerre mondiale)
octobre 1914 - novembre 1914 - décembre 1914
- 1er novembre : 
  - Paul von Hindenburg devient commandant en chef des armées allemandes sur le front de l’Est.
  - Combat acharnés autour de Messines : les troupes belges résistent aux tentatives de percées allemandes dans le secteur.
  - Bataille de Coronel, au large du Chili : l'affrontement entre unités britanniques et allemandes se solde par la victoire navale du Reich.
  - Déclenchement des opérations dans le Caucase : les premières initiatives russes se soldent par un échec dans le Caucase.
  - Publication d'un article de Lénine, intitulé la Guerre et la social-démocratie russe, dans lequel il affirme son hostilité à l'Union Sacrée.

- 2 novembre : 
  - La Serbie déclare la guerre à l'Empire ottoman, nouvel allié des Allemands et des Austro-hongrois.

- 3 novembre : 
  - L’amirauté britannique fait miner la mer du Nord déclarée zone de guerre.
  - Échec d'un débarquement britannique à Tanga.

- 5 novembre : 
  - Les Britanniques annexent Chypre, qu'ils administraient jusque-là sous souveraineté ottomane.

- 6 novembre : 
  - Mise en place des premières mesures de blocus économique de l’Allemagne.
  - début du second assaut austro-hongrois en Serbie.
  - Occupation de Nauru, alors colonie allemande, par un corps expéditionnaire australien.

- 7 novembre : 
  - Reddition des unités germano-austro-hongroises déployées dans la concession allemande de Tsingtao.

- 9 novembre : 
  - Combat des îles Cocos : La flotte de guerre australienne repousse les tentatives allemandes, menées à des fins de ravitaillement.

- 10 novembre : 
  - Les Russes doivent cesser l’offensive devant la poussée des troupes allemandes sur Łódź.

- 11 novembre : 
  - Début de la bataille de Łódź.

- 13 novembre : 
  - Bombardement de Victoria au Kamerun par la marine de guerre française.

- 14 novembre : 
  - Appel au Jihad lancé par le calife Mehmed V, également sultan ottoman, contre les Français, les Britanniques et les Russes.

- 15 novembre : 
  - Mêlée des Flandres. Victoire des armées française, britannique et belge autour d’Ypres et de Dixmude.
  - Occupation de la ville de Valejo en Serbie par les troupes austro-hongroises.

- 16 novembre :
  - Les unités austro-hongroises attaques les positions russes dans les Carpates.

- 17 novembre : 
  - les troupes austro-hongroises engagées face à la Serbie franchissent à nouveau la frontière austro-serbe.

- 20 novembre :
  - arrêt de la campagne de bombardement ottomane sur les ports russes de la mer Noire.

- 22 novembre : 
  - Bombardement d'Ypres par l'artllerie germano-austro-hongroise déployée dans le secteur.

- 28 novembre :
  - Installation du quartier général de l'armée française à Chantilly.

- 29 novembre : 
  - Occupation de Belgrade par les unités austro-hongroises.